# DB Zeitarbeit
Die DB Zeitarbeit ist eine 100%ige Tochter der Deutschen Bahn AG. Das Unternehmen bietet Personaldienstleistungen in Form von Arbeitnehmerüberlassung und Personalvermittlung an. Die Zentrale der DB Zeitarbeit hat ihren Sitz in Berlin.

## Geschichte
Die DB Zeitarbeit wurde im Jahr 2001 als Tochter der DB Vermittlung in Berlin gegründet. Noch im gleichen Jahr sind die Geschäftsstellen Berlin, Hannover und München entstanden. Im Jahr 2003 folgte die Ausgründung der DB Zeitarbeit GmbH als 100%ige Konzerntochter der Deutsche Bahn AG. Nachfolgend hat sich die DB Zeitarbeit am deutschen Arbeitsmarkt konstant etabliert und zählte 2005 erstmals mehr als 1000 Mitarbeitende. Mittlerweile ist das Unternehmen bundesweit aufgestellt und beschäftigt mehr als 2800 eigene Zeitarbeitnehmende. Des Weiteren organisiert die DB Zeitarbeit den Einsatz von mehr als 2000 externen Zeitarbeitnehmenden im DB-Konzern.

## Tarifvertrag
Als Mitglied im Arbeitgeber- und Wirtschaftsverband der Mobilitäts- und Verkehrsdienstleister (Agv MoVe) wendet die DB Zeitarbeit im Bereich der Arbeitnehmerüberlassung einen Flächentarifvertrag TV MoVe an. Der Flächentarifvertrag für Zeitarbeitsunternehmen im Bereich Mobilitäts- und Verkehrsdienstleister regelt klar allgemeine Bestimmungen, Arbeitszeit und deren Erfassung, Tätigkeitsgruppen und Tarifentgelte, Zulagen, Prämien usw.